# Четвёртый Латеранский собор
Четвёртый Латера́нский собор (по счёту Католической церкви — XII Вселенский собор) состоялся в 1215 году. На этом соборе было принято решение, что члены церкви должны в обязательном порядке раз в год исповедоваться. Тот, кто хотя бы раз в год не являлся на исповедь к священнику, изгонялся из церкви, и ему отказывали в праве быть похороненным по христианскому обряду. Священникам вменялось в обязанность сохранять тайну исповеди.
Было изложено учение о пресуществлении хлеба и вина (Святых Даров) в Тело и Кровь Христову.
Евреям собор предписал носить особую одежду и запретил им выходить на улицу в Страстную неделю.
Были официально утверждены папой Иннокентием III монашеские ордена доминиканцев и францисканцев с целью борьбы с ересями.
Также были приняты решения об осуждении альбигойцев, вальденсов и санкционирована инквизиция. Также был принят запрет для духовенства участвовать в судебных ордалиях. Фактически это привело к исчезновению ордалий из практики судопроизводства.
Папа Иннокентий III на соборе настоял на принятии решений, которые превращали крестовые походы в постоянно действующий институт. Был установлен трёхлетний налог на церковь в размере 1/20 от её годовых доходов.